# エフエム富士五湖
株式会社エフエム富士五湖（エフエムふしごこ）は、山梨県富士吉田市、南都留郡西桂町、富士河口湖町の各一部地域を放送対象地域
として超短波放送（FM放送）を営む特定地上基幹放送事業者である。エフエムふじごこの愛称でコミュニティ放送を行っている。

## 概要
2016年（平成28年）開局。
エフエム甲府、八ヶ岳コミュニティ放送、エフエムふじやまに次ぐ山梨県四番目のコミュニティ放送局である。
CATV富士五湖、富士吉田市、富士急行、富士吉田商工会議所など21の企業、4行政、4個人の出資により設立された。
出資比率からCATV富士五湖はマスメディア集中排除原則にいう支配関係にあり、社長の武川以爾身がエフエム富士五湖の代表取締役社長に就任した。
開局当初の放送対象地域は富士吉田市、西桂町、富士河口湖町の一部地域であった。
本社・演奏所（スタジオ）は富士吉田市中曽根のCATV富士五湖にある。
送信所は次の通り
| 送信所                                                                             | 空中線電力 | 設置場所   | 放送区域                                 |
| ---------------------------------------------------------------------------------- | ---------- | ---------- | ---------------------------------------- |
| 親局                                                                               | 20W        | 富士吉田市 | 富士吉田市、西桂町、富士河口湖町の各一部 |
| 山中湖忍野中継局                                                                   | 20W        | 山中湖村   | 山中湖村、忍野村の各一部                 |
| - 親局の呼出符号はJOZZ3CF-FM、呼出名称はエフエムふじごこ - 周波数は、すべて76.8MHz |            |            |                                          |

聴取可能エリアは、中継局開設により山中湖村・忍野村地域に広がり、富士山頂でも受信が確認されている。
　富士吉田市の防災行政放送「緊急情報伝達システム（ハイブリッド型FM告知放送システム）」において、空中波による起動システムを導入し、緊急時には放送波に起動信号を乗せて送出し、屋外拡声子局およびFM告知放送端末（戸別受信機）の自動起動と放送を行える仕様となっている。
インターネット配信はJCBAインターネットサイマルラジオとRadimoによる。また富士吉田市公式防災アプリをはじめ、周辺市町村の防災アプリ上で聞くことも可能となっている。
放送は日曜深夜を除き24時間。平日はMorning　Forest（午前7時30分～午前9時）、Smileふじごこ（午前11時～午後2時）、Twilightふじごこ（午後4時から午後6時）を放送している。自社制作番組以外の時間は、ミュージックバードを放送。

## 沿革
- 2015年（平成27年）
  - 10月6日 - 株式会社エフエム富士五湖設立[6]
  - 11月2日 - 富士吉田市と「災害時における緊急放送に関する協定書」等の2つの協定を、山梨県と「放送要請に関する協定」を締結[7]
  - 11月13日 - 特定地上基幹放送局の予備免許取得[8]
- 2016年（平成28年）
  - 2月1日 - 特定地上基幹放送局の免許取得[9]
  - 2月2日 - 開局[9]、日本コミュニティ放送協会に加盟[10]、JCBAインターネットサイマルラジオによるインターネット配信も開始
  - 4月1日 - 西桂町をはじめとする周辺５町村と防災協定を締結
  - 8月10日 - 富士吉田市役所防災室にFM用緊急割り込み装置を設置
  - 12月6日 - 富士北麓地域の一市二町三村が送信する安心安全メールの放送開始[11]
- 2018年（平成30年）
  - 5月30日 - 山中湖忍野中継局の免許取得[12]